# ایستگاه ویمبلدون
ایستگاه ویمبلدون (انگلیسی: Wimbledon station) یکی از ایستگاه‌های خط ناحیه متروی لندن، خط ۳ ترام‌لینک و راه‌آهن انگلستان است.
این ایستگاه که در ناحیه ویمبلدون قرار دارد در سال ۱۸۳۸ میلادی تأسیس شده است.